# Институт педиатрии, акушерства и гинекологии НАМН Украины
Институт педиатрии, акушерства и гинекологии НАМН Украины — главное научно-исследовательское учреждение Украины в области охраны здоровья материнства и детства находящийся в Киеве.

## Деятельность
В институте осуществляется большая научно-исследовательская и лечебно-профилактическая работа. В настоящее время в состав института входят акушерские, гинекологические и педиатрические клиники на 500 коек. В акушерских и гинекологических клиниках оказывается высококвалифицированная медицинская помощь беременным женщинам с экстрагенитальной патологией (заболеваниями сердца, печени, почек, легких, крови и др.), беременным с акушерской патологией, женщинам с первичным и вторичным бесплодием, а также проводится дородовое выявление болезней и пороков развития плода. Предоставляется торако-абдоминальная хирургическая помощь при аномалиях и врожденных заболеваниях сердца, магистральных сосудов, трахеи, легких, грудной клетки, пищевода, диафрагмы, кишечника, печени, желчевыводящих путей, аноректальной зоны и другие. Помимо стационарной помощи женщинам и детям, институт предоставляет многопрофильную амбулаторную помощь в детской консультативной поликлинике, женской консультации, а также в отделении перинатальной диагностики и медико-генетического обследования, центре планирования семьи, центре здоровья женщин фертильного возраста, центре поддержки лактации и грудного вскармливания. В многопрофильные детские клиники института госпитализируются больные дети младшего и старшего возраста с патологией органов пищеварения, бронхо-легочной, сердечно-сосудистой и нервной систем, с аллергическими заболеваниями, с болезнями соединительной ткани, а также дети с различной соматической патологией из экологически опасных по радиационному и техногенному загрязнениям регионов.
Ежегодно в институте получают стационарную помощь около 9 тысяч и консультативную помощь около 20 тысяч женщин и детей из различных регионов Украины.

## История
Создан в 1929 году как, Украинский научно-исследовательский институт охраны материнства и детства. В 1965 году был переименован в Киевский научно-исследовательский институт педиатрии, акушерства и гинекологии Министерства Здравоохранения Украинской ССР. В 1993 году в связи с созданием Национальной академии медицинских наук Украины вошел её состав. В период своего существования институтом внесен весомый вклад в развитие и становление медицинской науки на Украине.

## Награды
В 1979 году награждён орденом Трудового Красного Знамени за успехи в развитии медицинской науки, охраны здоровья матери и ребёнка, подготовку научных кадров.

## Сотрудничество
Институт совместно проводит научные исследования с учеными США, Японии, Великобритании, Германии, Франции и Швейцарии. Ученые института участвуют в выполнении международной программы ВООЗ ELSPAC «Дети 90-х».

## Научная работа
Институте осуществляет подготовку аспирантов и клинических ординаторов по педиатрии, акушерству и гинекологии. Также на базе института функционируют курсы информации и стажировки для врачей-педиатров, акушеров и гинекологов. Институт руководит комиссией НАМН Украины и МЗ Украины «Педиатрия», которая координирует планирование научных исследований, подготовку научных кадров в профильных институтах и кафедрах медицинских высших учебных заведений Украины.

## Руководство
- Бурова Н. Д.,
- Пап А. Г.,
- Корнилова Александра Ивановна - 1961
- Лукьянова, Елена Михайловна — с 1979 года по 2004 год
- Антипкин Юрий Геннадиевич — с 2005 года по наши дни.